# Mitch Lucker
Mitchell Adam „Mitch” Lucker (Riverside, 1984. október 20. – 2012. november 1.) amerikai énekes, a Suicide Silence énekese és frontembere volt.

## Zenei karrier
A Suicide Silence debütáló albumából már az első héten 7250 másolatot adtak el, így a legnagyobb példányszámban eladott albumok közé került. A második albumuk, a No Time to Bleed 2009. június 30-án jött ki. A harmadik album, a The Black Crown 2011. július 12-én jelent meg, ezen énekelt utoljára.

## Halála
2012. november 1-jén hunyt el motorbalesetben.

### Halála után
A zenekar tagjai szerveztek egy emlékkoncertet, amelyre más előadókat is meghívtak, köztük Phil Bozemant. A koncert címe End is the beginning: The Mitch Lucker Memorial Show, és 2012. december 21-én volt a Pomona Fox Színházban. Ezt a koncertet azért tartották, hogy Mitch lányának az oktatását lehessen fizetni, és létrehozták a Kenadee Lucker Oktatási Alapot.